# Лаврентије (византијски епископ)
Лаврентије је био епископ Византа у периоду од 154 до 166 године . Његов претходник био је Евазије, а негов наследник Алипије. 
Био је на челу византијске цркве у време прогона хришћана од стране царева Антонина Пија и Марка Аурелија.